# Magyar közjogi méltóságok

## Történelmi visszatekintés
A Magyar Királyság közjogi méltóságai a zászlósurak voltak. A Szent Korona viselője, a királyi felség felette állt minden közjogi méltóságnak. A középkori főbb közjogi méltóságokat Werbőczy István Tripartituma (94. cím) fogalmazza újra:
„Kik az ország igazi bárói hivataluknál fogva s kiket értünk ez elnevezés alatt? Hogy pedig a bárók tisztsége és elnevezése felől kétség ne támadhasson, jónak láttam azok neveit ide iktatni.
1.§ Az igazi bárók tehát, kiknek neveit a végzeményekbe a királyi megerősítő levelekbe régtől fogva be szokták iktatni, ezek:
2.§ Az ország nádora, az országbíró, Dalmátia, Horvát- és Tótországok bánja, az erdélyi vajda és székely ispán, a szörényi bán, mert a macsói bánságot a törökök a mi időnkben megszüntették. Továbbá a királyi és királynői tárnok, ajtónálló, pohárnok, asztalnok és lovászmesterek, nemkülönben a temesi és pozsonyi ispánok.”

## Jelenleg

### Legfőbb közjogi méltóságok
A 2000-es években elsősorban a sajtóban terjedt el ismét a „közjogi méltóságok” kifejezés.  A sajtó és ennek nyomán a köznyelv ezt a kifejezést az alábbi értelemben használja:[forrás?]
Magyarország öt legfőbb közjogi méltóságának sorrendje jelenleg:
| #  | Tisztség                         | Leírás | Jelenleg betölti | Jelenleg betölti               | Jelenleg betölti | Jelenleg betölti | Kinevezi                                                      |
| #  | Tisztség                         | Leírás | Portré           | Személy (hivatal kezdete)      | Párt             | Párt             | Kinevezi                                                      |
| -- | -------------------------------- | --- | ---------------- | ------------------------------ | ---------------- | ---------------- | ------------------------------------------------------------- |
| 1. | Magyarország köztársasági elnöke | Magyarország államfője, aki kifejezi a nemzet egységét, és őrködik az államszervezet demokratikus működése felett. A Honvédség főparancsnoka |                  | Sulyok Tamás (2024–)           | [ 1 ]            | [ 1 ]            | Országgyűlés minősített többséggel                            |
| 2. | Országgyűlés elnöke              | A törvényhozó szerv (Országgyűlés) házelnöke                                                                                                 |                  | Kövér László (2010–)           | Fidesz           |                  | Országgyűlés egyszerű többséggel                              |
| 3. | Magyarország miniszterelnöke     | Magyarországon a kormányfő, a kabinet vezetője                                                                                               |                  | Orbán Viktor (2010–)           | Fidesz           |                  | Országgyűlés egyszerű többséggel felkéri a köztársasági elnök |
| 4. | Alkotmánybíróság elnöke          | Az alkotmánybíráskodásért felelős alkotmánybíróság bíráinak feje                                                                             |                  | Polt Péter (2025–)             | [ 3 ]            | [ 3 ]            | Országgyűlés minősített többséggel                            |
| 5. | Kúria elnöke                     | A bíráskodó szerv (Kúria) feje |                  | Dr. Varga Zsolt András (2021–) | [ 3 ]            | [ 3 ]            | Országgyűlés minősített többséggel                            |

### Közjogi méltóságok, tisztségviselők
| Tisztség                                                    | Leírás | Jelenleg betölti | Jelenleg betölti                  | Jelenleg betölti                                            | Jelenleg betölti                                            | Kinevezi                           |
| Tisztség                                                    | Leírás | Portré           | Személy (hivatal kezdete)         | Párt                                                        | Párt                                                        | Kinevezi                           |
| ----------------------------------------------------------- | --- | ---------------- | --------------------------------- | ----------------------------------------------------------- | ----------------------------------------------------------- | ---------------------------------- |
| országgyűlési képviselő                                     | Magyarország törvényhozó testületében, az Országgyűlésben szavazati joggal rendelkező személy. Mandátumát választás útján szerzi meg.   | 199 képviselő    | 199 képviselő                     | Fidesz KDNP DK Jobbik Momentum MSZP LMP Párbeszéd Mi Hazánk | Fidesz KDNP DK Jobbik Momentum MSZP LMP Párbeszéd Mi Hazánk | Országgyűlési választás            |
| alapvető jogok biztosa                                      | Az ombudsman feladata az alapjogok védelme, annak biztosítása, hogy a hatóságok tevékenysége ne sérthesse az emberek alkotmányos jogait |                  | Dr. Kozma Ákos (2019–)            | [ 3 ]                                                       | [ 3 ]                                                       | Országgyűlés minősített többséggel |
| a Magyar Nemzeti Bank elnöke                                | |                  | Varga Mihály (2025–)              | Fidesz                                                      |                                                             | Országgyűlés egyszerű többséggel   |
| az Országos Bírósági Hivatal elnöke                         | |                  | Dr. Senyei György Barna (2019–)   | [ 3 ]                                                       | [ 3 ]                                                       | Országgyűlés minősített többséggel |
| az Állami Számvevőszék elnöke                               | |                  | Dr. Windisch László (2022–)       | [ 3 ]                                                       | [ 3 ]                                                       | Országgyűlés minősített többséggel |
| a legfőbb ügyész                                            | A Legfelsőbb Ügyészség vezetője, az Országos Igazságszolgáltatási Tanács tagja                                                          |                  | Dr. Nagy Gábor Bálint (2025–)     | [ 3 ]                                                       | [ 3 ]                                                       | Országgyűlés minősített többséggel |
| az Országgyűlés háznagya                                    | A házelnök általános politikai helyettese                                                                                               |                  | Mátrai Márta (2013–)              | Fidesz                                                      |                                                             | Országgyűlés egyszerű többséggel   |
| Nemzeti Média- és Hírközlési Hatóság Médiatanácsának elnöke | |                  | Koltay András (2021–)             | [ 3 ]                                                       | [ 3 ]                                                       | Országgyűlés minősített többséggel |
| a Nemzeti Választási Bizottság elnöke és 6 tagja            | |                  | Dr. Sasvári Róbert László (elnök) | [ 3 ]                                                       | [ 3 ]                                                       | Országgyűlés minősített többséggel |

Közjogi méltóságok még az országgyűlési képviselők, az alapvető jogok biztosa (korábban az ombudsmanok), a Magyar Nemzeti Bank elnöke, az Országos Bírósági Hivatal elnöke, az Állami Számvevőszék elnöke, a legfőbb ügyész stb.[forrás?] A „2010. évi CLXXXV. törvény a médiaszolgáltatásokról és a tömegkommunikációról” szövege a Médiatanács elnökét közjogi tisztségviselőnek nevezi.